# Nowa synagoga w Lubaczowie
Nowa synagoga w Lubaczowie powstała po pożarze miasta w 1889 r., który zniszczył starą synagogę. Mieściła się na północ od miejskiego rynku, w miejscu gdzie wcześniej stała stara synagoga. Wzniesiono ją przy finansowej pomocy fundacji Edmunda barona Rothschilda. Została spalona przez Niemców w nocy z 13 na 14 września 1939 r. po zajęciu przez nich miejscowości. Jej ruiny rozebrano w 1947 r. Synagoga nie została odbudowana.